# Félix Monti
Félix Monti (* 1938 in Brasilien) ist ein argentinischer Kameramann.

## Leben und Wirken
Der gebürtige Brasilianer Félix Monti gilt in Argentinien als einer der bedeutendsten Kameramänner der jüngeren Filmgeschichte. Seit Mitte der 1960er Jahre war er als Kameramann und Beleuchter beim Film aktiv. In dieser Zeit wurde er von der Argentinischen Kritikergesellschaft neunmal mit einem Cóndor de Plata nominiert, wobei er sechs Auszeichnungen erhielt. Außerdem wurde er dreimal für den Argentinischen Filmpreis nominiert, wobei er zwei Auszeichnungen erhielt, und zweimal für den spanischen Filmpreis Goya als bester Kameramann. 2009 war er mit dem Film In Ihren Augen für den Oscar in der Kategorie bester ausländischer Film nominiert.

## Filmografie (Auswahl)
- 1985: Die offizielle Geschichte (La historia oficial)
- 1989: Old Gringo
- 1990: Ich, die Unwürdigste von allen (Yo, la peor de todas)
- 1992: Die Pest (La peste)
- 1992: Die Reise (El viaje)
- 1994: Von Liebe und Schatten (Of Love and Shadows)
- 1997: Vier Tage im September (O Que É Isso, Companheiro?)
- 2002: Killing Moves (Assassination Tango)
- 2004: La niña santa – Das heilige Mädchen (La niña santa)
- 2005: Ein weiter Weg zum Glück (Nordeste)
- 2009: In ihren Augen (El secreto de sus ojos)